# یاسمن زرد
یاس زرد(نام علمی: Gelsemium sempervirens) نام یک گونه از راسته گل‌سپاسی‌سانان است.